# Энергетика Ярославской области
Энергетика Ярославской области — сектор экономики региона, обеспечивающий производство, транспортировку и сбыт электрической и тепловой энергии. По состоянию на конец 2020 года, на территории Ярославской области эксплуатировались 14 электростанций общей мощностью 1593,2 МВт, в том числе три гидроэлектростанции и 11 тепловых электростанций. В 2020 году они произвели 6967 млн кВт·ч электроэнергии.

## История
Первая электростанция в Ярославле, известная как Центральная электрическая станция трамвая и электрического освещения, была введена в эксплуатацию бельгийской «Компанией тяги и электричества» в 1900 году. Она позволила ввести в работу ярославский трамвай и наладить уличное электрическое освещение. Станция неоднократно расширялась, по состоянию на 1920 год её мощность составляла 3200 кВт, а оборудование включало в себя семь паровых котлов и три турбоагрегата, из которых два мощностью 800 кВт и 2000 кВт вырабатывали переменный ток, и один мощностью 400 кВт (использовавшийся для энергоснабжения трамвая) — постоянный ток.
В 1923 году, в соответствии с планом ГОЭЛРО, было начато строительство работавшей на торфе Ярославской (Ляпинской электростанции) ГРЭС. Её первый турбоагрегат мощностью 5 МВт был пущен 21 ноября 1926 года. К 1933 году на станции смонтировали ещё три турбоагрегата мощностью по 11 МВт. Пуск станции позволил обеспечить электроэнергией предприятия Ярославля, Рыбинска, Ростова и Костромы. Кроме того, благодаря работе станции Ярославль стал вторым, после Санкт-Петербурга, городом в России с центральным теплоснабжением. Как электростанция Ярославская ГРЭС эксплуатировалась до 1993 года, после чего стала использоваться только для теплоснабжения под наименованием «Ляпинская котельная». В 1928 году была построена первая в регионе линия электропередачи напряжением 35 кВ.
В 1932 году была построена первая в Ярославской области линия электропередачи напряжением 110 кВ Ярославль — Рыбинск. В 1934 году был введён в эксплуатацию первый турбоагрегат Ярославской ТЭЦ-1, строительство которой было начато в 1931 году для энергоснабжения Ярославского шинного завода. Также в 1934 году на базе Ярославской ГРЭС и электрических сетей был образован Ярославский энергокомбинат, в 1939 году, после присоединения Ярославской ТЭЦ-1, энергокомбинат был преобразован в районное энергетическое управление (РЭУ) «Ярэнерго».
В 1932 году вблизи Ярославля было начато строительство Ярославской ГЭС мощностью около 100 МВт. В ходе строительства был выполнен значительный объём подготовительных работ, но в 1935 году было принято решение прекратить строительство станции как неэффективной и вместо неё в том же году было начато возведение двух новых гидроэлектростанций — Угличской и Рыбинской. Гидроагрегаты Угличской ГЭС были пущены в 1940—1941 годах, первый гидроагрегат Рыбинской ГЭС был введён в эксплуатацию уже в начале Великой Отечественной войны, 19 ноября 1941 года, а на полную мощность 330 МВт станция вышла в 1950 году. В части электросетевого строительства, 1939 году была введена в эксплуатацию ВЛ 110 кВ, соединившая Ярославскую и Костромскую области, а в 1941 году заработала ВЛ-110 кВ Ярославль — Иваново, также была построена ВЛ 220 кВ, соединившая Угличскую и Рыбинскую ГЭС с Москвой.
В 1950 году для энергоснабжения Ярославского моторного завода было начато строительство Ярославской ТЭЦ-2, её первый турбоагрегат мощностью 55 МВт был пущен в 1955 году. В 1958 году для энергоснабжения Ярославского нефтеперерабатывающего завода начали строить Ярославскую ТЭЦ-3, введённую в эксплуатацию в 1961 году. В дальнейшем обе станции стали активно использоваться для теплоснабжения Ярославля, неоднократно расширялись и модернизировались. Одновременно велась работа по переводу на централизованное энергоснабжение сельской местности, завершённая в 1970 году.
В течение 40 последующих лет новые электростанции в Ярославской области не строились. В 2003 году была введена в эксплуатацию малая Хоробровская ГЭС мощностью 0,16 МВт. В 2017 году была пущена крупнейшая электростанция региона — Ярославская ТЭС (Хуадянь-Тенинская ТЭЦ). В 2020 году была введена в эксплуатацию Тутаевская ПГУ.

## Генерация электроэнергии
По состоянию на конец 2020 года, на территории Ярославской области эксплуатировались 14 электростанций общей мощностью 1593,2 МВт. В их числе три гидроэлектростанции — Рыбинская ГЭС, Угличская ГЭС и Хоробровская ГЭС, и 11 тепловых электростанций — Ярославская ТЭС, Ярославские ТЭЦ-1, ТЭЦ-2 и ТЭЦ-3, Тутаевская ПГУ, а также шесть электростанций промышленных предприятий.

### Рыбинская ГЭС
Расположена на реке Волге в г. Рыбинске, крупнейшая гидроэлектростанция региона. Гидроагрегаты станции введены в эксплуатацию в 1941—1950 годах. Установленная мощность станции — 376,4 МВт, фактическая выработка электроэнергии в 2019 году — 1083 млн кВт·ч. В здании ГЭС установлены 6 гидроагрегатов, из них один мощностью 55 МВт, два — по 63,2 МВт и три — по 65 МВт. Принадлежит ПАО «РусГидро».

### Угличская ГЭС
Расположена на реке Волге в г. Угличе. Гидроагрегаты станции введены в эксплуатацию в 1940—1941 годах. Установленная мощность станции — 120 МВт, фактическая выработка электроэнергии в 2019 году — 230 млн кВт·ч. В здании ГЭС установлены 2 гидроагрегата, мощностью 55 МВт и 65 МВт. Принадлежит ПАО «РусГидро».

### Хоробровская ГЭС
Расположена на реке Нерль у д. Хороброво Переславского района. Гидроагрегаты станции введены в эксплуатацию в 2003 году. Установленная мощность станции — 0,16 МВт. В здании ГЭС установлены 2 гидроагрегата, мощностью по 0,08 МВт. Принадлежит частному лицу.

### Ярославская ТЭС
Также известна как Хуадянь-Тенинская ТЭЦ. Расположена у г. Ярославля на площадке Тенинской водогрейной котельной. Крупнейшая электростанция региона. Парогазовая теплоэлектроцентраль (фактически по состоянию на 2020 год работает в конденсационном режиме, тепловую энергию не отпускает), в качестве топлива использует природный газ. Турбоагрегаты станции введены в эксплуатацию в 2017 году. Установленная электрическая мощность станции — 463,9 МВт, тепловая мощность — 295,7 Гкал/час. Фактическая выработка электроэнергии в 2019 году — 3165 млн кВт·ч. Оборудование станции скомпоновано в один энергоблок в составе двух газотурбинных установок мощностью 156,2 МВт и 157,7 МВт, двух котлов-утилизаторов и паротурбинного турбоагрегата мощностью 150 МВт. Принадлежит ООО «Хуадянь-Тенинская ТЭЦ»

### Ярославская ТЭЦ-1
Расположена в г. Ярославле, один из источников теплоснабжения города. Паротурбинная теплоэлектроцентраль, в качестве топлива использует природный газ. Турбоагрегаты станции введены в эксплуатацию в 1949—2000 годах, при этом сама станция эксплуатируется с 1934 года, являясь старейшей ныне действующей электростанцией региона. Установленная электрическая мощность станции — 24,6 МВт, тепловая мощность — 474 Гкал/час. Фактическая выработка электроэнергии в 2019 году — 213 млн кВт·ч. Оборудование станции включает в себя два турбоагрегата мощностью 10,3 МВт и 14,3 МВт, а также пять котлоагрегатов. Принадлежит ПАО «ТГК-2».

### Ярославская ТЭЦ-2
Расположена в г. Ярославле, один из источников теплоснабжения города. Паротурбинная теплоэлектроцентраль, в качестве топлива использует природный газ. Турбоагрегаты станции введены в эксплуатацию в 1957—2007 годах, при этом сама станция эксплуатируется с 1955 года. Установленная электрическая мощность станции — 245 МВт, тепловая мощность — 900 Гкал/час. Фактическая выработка электроэнергии в 2019 году — 659 млн кВт·ч. Оборудование станции включает в себя четыре турбоагрегата мощностью 20 МВт, 50 МВт, 60 МВт и 115 МВт, а также семь котлоагрегатов и один водогрейный котёл. Принадлежит ПАО «ТГК-2».

### Ярославская ТЭЦ-3
Расположена в г. Ярославле, один из источников теплоснабжения города. Паротурбинная теплоэлектроцентраль, в качестве топлива использует природный газ. Турбоагрегаты станции введены в эксплуатацию в 1961—1966 годах. Установленная электрическая мощность станции — 260 МВт, тепловая мощность — 1308 Гкал/час. Фактическая выработка электроэнергии в 2019 году — 916 млн кВт·ч. Оборудование станции включает в себя четыре турбоагрегата мощностью по 65 МВт, а также шесть котлоагрегатов и три водогрейных котла. Принадлежит ПАО «ТГК-2».

### Тутаевская ПГУ
Расположена в г. Тутаев. Парогазовая теплоэлектроцентраль, в качестве топлива использует природный газ. Введена в эксплуатацию в 2020 году. Установленная электрическая мощность станции — 44,93 МВт, тепловая мощность — 48 Гкал/час. Фактическая выработка электроэнергии в 2019 году — 33 млн кВт·ч. Оборудование станции включает в себя четыре газотурбинные установки, четыре котла-утилизатора и два паротурбинных турбоагрегата. Принадлежит АО «Тутаевская ПГУ».

### Электростанции промышленных предприятий
- ТЭЦ ПАО «ОДК-Сатурн». Расположена в городе Рыбинске, обеспечивает энергоснабжение Рыбинского моторостроительного завода, также является одним из источников теплоснабжения города. По конструкции представляет собой электростанцию смешанной конструкции, включающей паротурбинную и газотурбинную части. Установленная электрическая мощность станции — 28 МВт, тепловая мощность — 647,7 Гкал/час. Фактическая выработка электроэнергии в 2019 году — 165 млн кВт·ч. Оборудование станции включает в себя два паротурбинных турбоагрегата мощностью 4 МВт и 6 МВт, а также три газотурбинные установки мощностью по 6 МВт.
- ТЭЦ АО «Ярославский технический углерод». Расположена в городе Ярославле, обеспечивает энергоснабжение одноимённого предприятия. Введена в эксплуатацию в 2001 году. Паротурбинная теплоэлектроцентраль, в качестве топлива использует отбросный газ производства технического углерода. Установленная электрическая мощность станции — 24 МВт. Фактическая выработка электроэнергии в 2019 году — 174 млн кВт·ч. Оборудование станции включает в себя три турбоагрегата мощностью по 8 МВт.
- Когенерационная установка ЗАО «Норский керамический завод». Расположена в г. Ярославле, обеспечивает энергоснабжение предприятия и близлежащих жилых домов. Газопоршневая электростанция, построенная в 2017 году вблизи существующей с 1974 года котельной. Установленная электрическая мощность станции — 3 МВт, тепловая мощность — 25,5 Гкал/час. Оборудование станции включает в себя три газопоршневые когенерационные установки мощностью по 1 МВт и четыре паровых котла[15].
- Когенерационная установка ООО «Чистый город». Расположена в г. Ярославле. Установленная электрическая мощность станции — 0,92 МВт, тепловая мощность — 2 Гкал/час[15].
- Когенерационная установка ООО «ЭКО». Расположена в г. Ярославле. Установленная электрическая мощность станции — 0,62 МВт, тепловая мощность — 13,36 Гкал/час[15].
- Мини-ТЭЦ ООО ПКФ «Силуэт». Расположена в г. Ярославле. Установленная электрическая мощность станции — 1,62 МВт, тепловая мощность — 2,18 Гкал/час[15].

## Потребление электроэнергии
Потребление электроэнергии в Ярославской области (с учётом потребления на собственные нужды электростанций и потерь в сетях) в 2020 году составило 8052 млн кВт·ч, максимум нагрузки — 1302 МВт. Таким образом, Ярославская область является энергодефицитным регионом по электроэнергии и энергоизбыточным по мощности. В структуре потребления электроэнергии в регионе лидирует промышленность — около 33 %, потребление населением составляет около 18 %. Крупнейшие потребители электроэнергии (по итогам 2019 года): ОАО «Славнефть-ЯНОС» — 1120 млн кВт·ч, ОАО «РЖД» — 517 млн кВт·ч, ООО «Балтнефтепровод» — 358 млн кВт·ч. Функции гарантирующего поставщика электроэнергии выполняют ПАО «ТНС энерго Ярославль» и ООО «Русэнергосбыт».

## Электросетевой комплекс
Энергосистема Ярославской области входит в ЕЭС России, являясь частью Объединённой энергосистемы Центра, находится в операционной зоне филиала АО «СО ЕЭС» — «Региональное диспетчерское управление энергосистемы Ярославской области» (Ярославское РДУ). Энергосистема региона связана с энергосистемами Тверской области по одной ВЛ 110 кВ, Вологодской области по четырём ВЛ 220 кВ и одной ВЛ 110 кВ, Костромской области по двум ВЛ 220 кВ и трём ВЛ 110 кВ, Ивановской области по двум ВЛ 220 кВ, Владимирской области по одной ВЛ 220 кВ и двум ВЛ 110 кВ, Московской области по двум ВЛ 220 кВ.
Общая протяжённость линий электропередачи напряжением 35—220 кВ составляет 5694,6 км, в том числе линий электропередачи напряжением 220 кВ — 1344,4 км, 110 кВ — 1947,3 км, 35 кВ — 2402,4 км. Магистральные линии электропередачи напряжением 220 кВ эксплуатируются филиалом ПАО «ФСК ЕЭС» — «Валдайское ПМЭС», распределительные сети напряжением 110 кВ и ниже — филиалом ПАО «Россети Центр» — «Ярэнерго» (в основном) и территориальными сетевыми организациями.